# KK Lastovka
O O Košarkarski klub Lastovka, também conhecido como KK Lastovka , é um clube profissional de basquetebol sediado na cidade de Domžale, Eslovênia que atualmente disputa a Liga Eslovena. Foi fundado em 1997 e manda seus jogos no OŠ Venclja Perka que possui capacidade de 300 espectadores.